# Bór Wilczkowski Pierwszy
Bór Wilczkowski Pierwszy – przysiółek wsi Wilczkowice w Polsce, położony w województwie świętokrzyskim, w powiecie koneckim, w gminie Radoszyce.
W latach 1975–1998 przysiółek administracyjnie należał do województwa kieleckiego.